# 自由土地党
自由土地党（じゆうとちとう、英: Free Soil Party）は、19世紀半ばのアメリカ合衆国で短命に終わった政党である。1848年の大統領選・1852年の大統領選で活動し、いくつかの州の選挙にも候補者を送った。第三政党制への移行期であり、単一問題に関する主張を行う党としてニューヨーク州で訴えを始め、大きな力を引き出すことができた。党の指導層はホイッグ党と民主党の元奴隷制度反対論者で構成されていた。その主目的は新しい西部領土への奴隷制度拡大に反対することであり、自由土地（奴隷制度のない地域）の自由人は奴隷制度よりも道徳的にまた経済的に優れた仕組みであると論じていた。彼等は新領土における奴隷制度に反対すると共に、オハイオ州のような州で解放されたアフリカ系アメリカ人に対する差別を行うような現存法の撤廃に努めることもあった。
自由土地党員の大半は1854年に結党された共和党に吸収された。

## 位置づけ

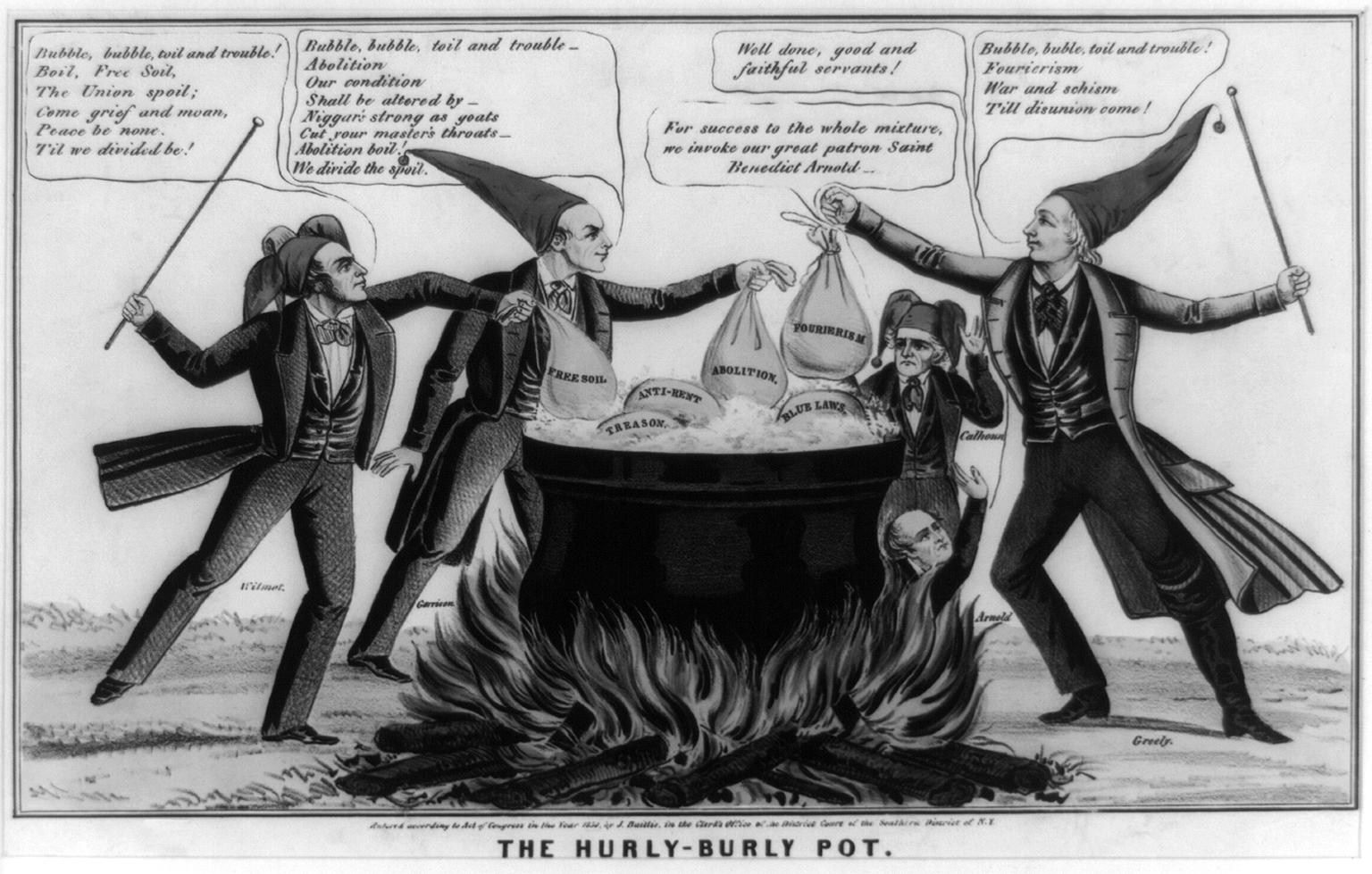
1850年の風刺漫画、連邦に対する危機として奴隷制度廃止論者、自由土地などの運動家を攻撃している

自由土地党は次のような綱領で選挙に出て行った。
またホームステッド法と歳入目的のみの関税も要求していた。党の支持基盤はニューヨーク州アップステート、マサチューセッツ州西部およびオハイオ州であり、さらには他の北部州でも議員を送った。自由土地党は奴隷制度が労働者の尊厳を傷つけ、社会的な流動性を疎外していることで、基本的に非民主的であることに不満だった。奴隷制度は経済的に非効率で時代遅れの制度であると見なし、奴隷制度は抑制されるべきであり、抑制できれば究極的に消失するものと考えた。

## 歴史

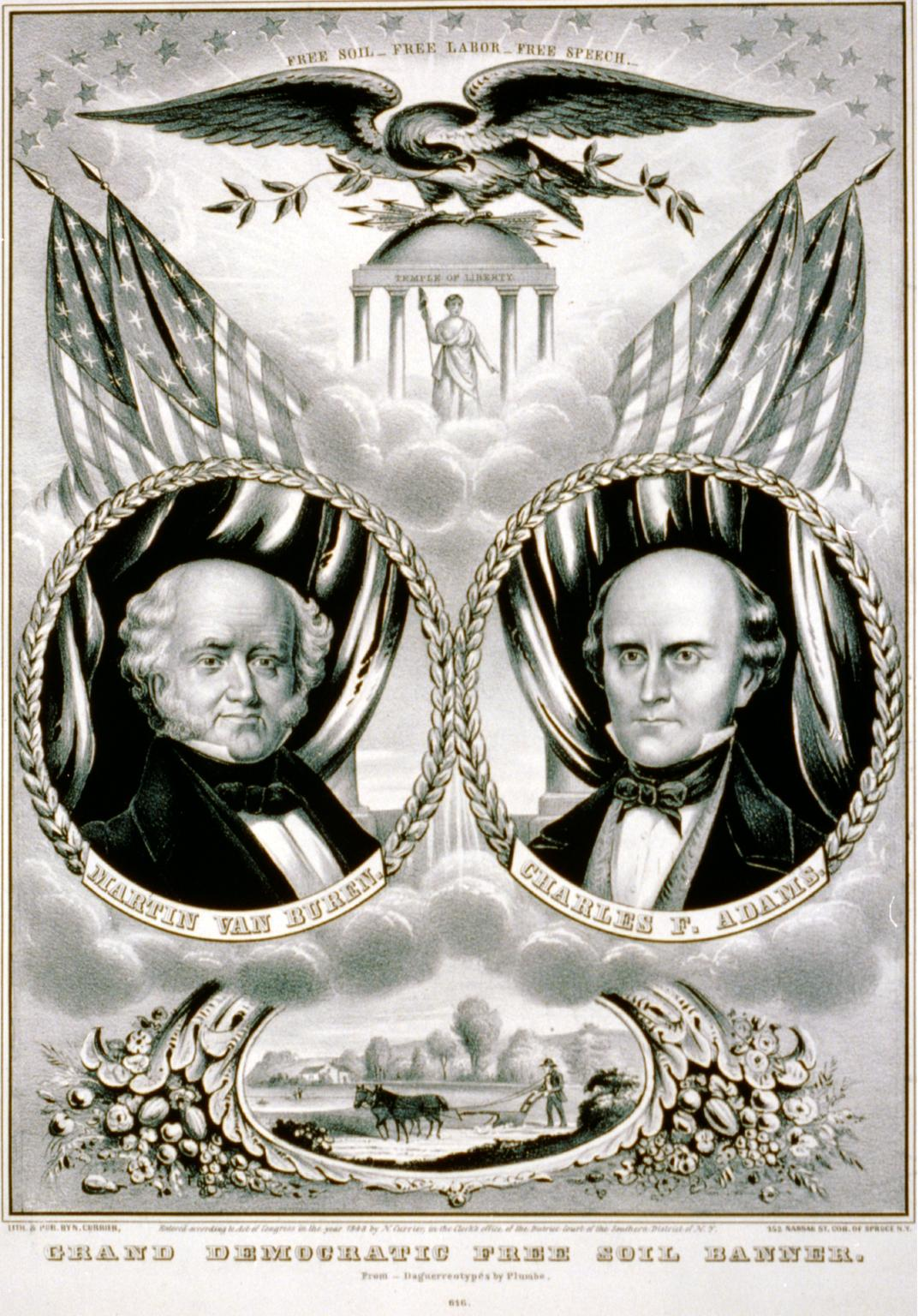
ヴァン・ビューレンとアダムズの選挙旗

1847年、ニューヨーク州民主党大会は、米墨戦争でアメリカ合衆国が征服した領土では奴隷制度を禁止すべきだとしたウィルモット条項を承認しなかった。大会委員のほぼ半分は「バーンバーナーズ」と呼ばれた奴隷制度拡大に反対した者達であり、全党的な綱領を非難した後で退席した。民主党が1848年大統領選挙で候補者に指名したルイス・カスは、新しい領土で奴隷制度を採用するかの判断について、人民主権の考え方を支持した。この姿勢のためにニューヨーク州民主党が反発し、ホイッグ党の反奴隷制度派および自由党の大半と合流して自由土地党を結成し、1848年夏にニューヨーク州ユーティカとバッファローで行われた党大会で正式なものとなった。バッファローのラファイエット広場、当時はコートハウス公園と呼ばれていた場所での大会では、元民主党の大統領マーティン・ヴァン・ビューレンを大統領候補に、チャールズ・フランシス・アダムズを副大統領候補に指名した。党指導層には、オハイオ州のサーモン・チェイスとニューハンプシャー州のジョン・P・ヘイルがいた。大統領選挙の開票結果で、自由土地党は投票総数の10%を獲得したが、選挙人は得られなかった。これはヴァン・ビューレンを指名したことでホイッグ党の反奴隷制度派の多くが離反したことも一因だった。
自由土地党は奴隷制度廃止運動を軽視し、奴隷制度に潜在する道徳的問題を避けた。その代わりに新しい西部領土において奴隷制度が自由白人労働者と北部事業家に与える脅威を強調した。奴隷制度廃止運動家のウィリアム・ロイド・ガリソンがこの党の方針を「白人主義」だと揶揄した。しかしこの党の姿勢は奴隷制度に反対する中道派の多くに訴えるものがあった。1848年綱領は、内国改良の制限付き推進、ホームステッド法の成立、公的負債の返済および歳入を満たすだけの穏当な関税を訴えていた。

1850年妥協が一時的に奴隷制度問題を棚上げした形になり、自由土地党の妥協のない姿勢を弱めることになった。バーンバーナーズは民主党に復党し、自由土地党の中は熱心な反奴隷制度指導者が支配的存在になった。
1852年アメリカ合衆国大統領選挙で自由土地党はジョン・ヘイルを候補に推したが、一般投票での得票率は5%にまで落ちた。しかしその2年後のカンザス・ネブラスカ法成立によって激しい議論が起こり、自由土地党に残っていた者達は共和党の結党に参加した。

## 遺産
自由土地党は注目された第3政党だった。1849年3月4日から1851年3月3日までとされた第31期アメリカ合衆国議会には、上院議員2人、下院議員14人を送り出し、通常の第3政党よりも成功したと言うことができる。1848年大統領選挙の候補者マーティン・ヴァン・ビューレンはホイッグ党のザカリー・テイラー、民主党のルイス・カスと争い、29万1,616票を獲得したが、選挙人を獲得できなかった。この1848年の「ぶちこわし」効果によって接戦だった選挙でテイラーを当選させた可能性がある。
しかし党の力は合衆国議会に送った代表の数だった。上下院合わせて16人はその数以上の影響力を持った。その最も重要な遺産は反奴隷制度派民主党員を新しい共和党に加入させる道筋を付けたことである。
1854年8月のイリノイ州オタワでは、自由土地党とホイッグ党の同盟が進められ（地元新聞社のジョナサン・F・リントンの働きが一部貢献した）、共和党を立ち上げさせることになった。

## 大統領候補
| 年     | 大統領候補                     | 副大統領候補                     | 当落 |
| ------ | ------------------------------ | -------------------------------- | ---- |
| 1848年 | マーティン・ヴァン・ビューレン | チャールズ・フランシス・アダムズ | 落選 |
| 1852年 | ジョン・パーカー・ヘイル       | ジョージ・W・ジュリアン          | Lost |

## 著名な党員
- チャールズ・フランシス・アダムズ、1848年の副大統領候補
- ウォルター・ブース、コネチカット州選出アメリカ合衆国下院議員
- デイビッド・C・ブロードリック、カリフォルニア州選出アメリカ合衆国上院議員
- ウィリアム・カレン・ブライアント
- サーモン・チェイス、オハイオ州選出アメリカ合衆国上院議員
- オーレン・B・チェイニー、メイン州議会議員、ベイツ・カレッジ創設者
- リチャード・ヘンリー・デイナ
- シドニー・エドガートン、オハイオ州選出アメリカ合衆国下院議員、アイダホ準州最高裁判所首席判事、モンタナ準州知事
- レアンダー・F・フリスビー、ウィスコンシン州検事総長
- ジョシュア・リード・ギディングス、オハイオ州選出アメリカ合衆国上院議員
- フランシス・ジレット、コネチカット州選出アメリカ合衆国上院議員
- ジェイムズ・ハーラン、アイオワ州選出アメリカ合衆国上院議員
- ホーレス・マン
- チャールズ・サムナー、マサチューセッツ州選出アメリカ合衆国上院議員
- ウォルト・ホイットマン
- ジョン・グリーンリーフ・ウィッティア
- ヘンリー・ウィルソン、後のアメリカ合衆国副大統領